# Garrués
Garrués (Garrues en euskera) es una localidad española de la Comunidad Foral de Navarra perteneciente al municipio de Ezcabarte. Está situado en la Merindad de Pamplona, en la Comarca de Ultzamaldea. Su población en 2014 fue de 7 habitantes (INE).